# Caleb Quaye
Pour les articles homonymes, voir Quaye.
Caleb Quaye, né le 9 octobre 1948 à Londres, est un guitariste britannique et musicien de studio surtout connu pour son travail dans les années 1960 et 1970 avec Elton John, Mick Jagger, Pete Townshend, Paul McCartney, Hall & Oates et Ralph McTell, et a également tourné avec Shawn Phillips dans les années 1970 . Il est le fils de Cab Kaye, le frère cadet de Terri Quaye et le demi-frère aîné du chanteur Finley Quaye.

## Début de carrière
Caleb Quaye était membre du groupe local The SoundCasters (Sound Castles) à l'école. Il a passé plusieurs années en tant que membre du groupe de soutien de Long John Baldry, Bluesology, qui comprenait également un pianiste nommé Reginald Dwight, qui deviendrait bientôt connu sous le nom d'Elton John. Lorsque Bluesology se dissout en 1967, Caleb Quaye sort un single sous le nom de Caleb intitulé "Baby Your Phrasing is Bad"/"Woman of Distinction" (1967, Philips Records). En 1969, il a servi comme guitariste pour le groupe pop Argosy (qui comprenait Reginald Dwight, Roger Hodgson et Nigel Olsson) sur leur single, "Mr. Boyd"/"Imagine". 
À partir de 1969, Caleb Quaye a joué de la guitare pour soutenir Elton John lors de concerts dans la région de Londres, avec ce qui est finalement devenu le noyau de Hookfoot pour des spectacles sporadiques. Le travail de soutien live a continué jusqu'à ce qu'Elton forme son groupe de tournée original au printemps 1970, le trio avec Dee Murray et Nigel Olsson.
En avril 1970, Caleb Quaye a formé le groupe Hookfoot avec Ian Duck, Roger Pope et David Glover, qui étaient tous des musiciens de la maison de disques DJM Records et avaient soutenu les premières performances live d'Elton. Le premier album éponyme du groupe était un mélange de rock et de jazz et comprenait des chansons de Caleb Quaye et Ian Duck, outre des reprises de Stephen Stills et Neil Young. Caleb Quaye a joué de la guitare et des claviers sur cet album. L'album suivant du groupe Good Times a-Comin était un album rock plus direct. Leur troisième album était Communication et le dernier album intitulé Roarin. Un album live appelé Hookfoot Live in Memphis, enregistré en 1973, est sorti plus tard. Le groupe s'est dissous en 1974 et Caleb Quaye est resté aux États-Unis pour travailler comme musicien de studio. Il est crédité en tant que guitariste sur le premier album de Bill Quateman en 1973 et a fait une tournée avec ce groupe.
Caleb Quaye a joué de la guitare, de la basse et de la batterie sur "Forever's No Time at All", écrite et chantée par Nicholls. Il a ouvert I Am, un album de 1972 dédié à Meher Baba avec Pete Townshend. Plus tard cette année-là, la chanson est apparue sur le premier de démos de Townshend, Who Came First.
Caleb Quaye a joué de la guitare sur les maquettes du premier album de Joan Armatrading, Whatever's for Us, sorti en novembre 1972. Ces maquettes ont été enregistrées par Gus Dudgeon aux Marquee Studios de Londres.
Par la suite, Caleb Quaye a été enrôlé par Billy Nicholls pour jouer la guitare solo, la basse, la batterie et les claviers sur Love Songs, enregistré en 1974 et publié sur GM Records.

## Elton John Band
Caleb rencontra Elton John pour la première fois en 1965 et en 1967, il l'aida à obtenir du temps en studio pour enregistrer des démos au studio de Dick James, où il travaillait comme ingénieur. Ils ont joué ensemble dans le Bread and Beer Band et Quaye a produit le premier single solo de John. Quaye a joué pendant plus de 10 ans avec Elton, à la fois en tant que musicien de session et plus tard membre du groupe, apparaissant sur tous ses premiers enregistrements et albums jusqu'au début de 1972, ainsi que membre de Bluesology en 1967/68. Il rejoint finalement l'Elton John Band en mai 1975 pour les albums Rock of the Westies et Blue Moves, ainsi que pour les tournées d'Elton en 1975/76.
En 2019, une chanson ancienne et inédite qu'il a co-écrite avec Elton John à la fin des années 1960, Thank You For All Your Loving, a été présentée dans le film "Rocketman".

## Hall & Oates
En 1978, avec les autres membres du Elton John Band, Kenny Passarelli et Roger Pope, Caleb Quaye rejoint Hall & Oates. Il jouera également dans le premier album solo de Daryl Hall, en compagnie des mêmes musiciens.

## Foi chrétienne et ministère de la musique
En 1982, Caleb Quaye a embrassé la foi chrétienne en devenant musicien évangéliste. De 1986 à 1995, il a été pasteur associé, musicien en chef et évangéliste du personnel à l'église Foursquare à Pasadena, en Californie. Depuis 1996, il a occupé le poste de directeur national des cultes pour la dénomination Foursquare, exerçant son ministère aux États-Unis, en Angleterre et en Europe.
Caleb Quaye était autrefois professeur adjoint au LIFE Pacific College de San Dimas, en Californie, où il enseignait la musique et la pratique théologique.
En février 2006, Vision Publishing a publié l'autobiographie de Caleb Quaye, A Voice Louder Than Rock & Roll.
À partir de 2008, Caleb Quaye enregistre deux CD jazz-rock fusion : One Night in San Dimas et Out of the Blue, sur lesquels il joue de sa guitare Brazen modèle Signature, équipée de micros Seymour Duncan.
Il sert maintenant à l'Église sur le chemin Van Nuys CA.

## Collaborations
Elton John
- Empty Sky (DJM Records, 1969)
- Elton John (DJM Records, 1970)
- Tumbleweed Connection (DJM Records, 1970)
- Madman Across the Water (Uni Records, 1971)
- Rock of the Westies (MCA Records, 1975)
- Blue Moves (Rocket, 1976)
- Regimental Sgt Zippo (Island/Mercury, 2021) - A aussi produit l'album.

Al Kooper
- New York City (You're a Woman) (Columbia Records, 1971)

Harry Nilsson
- Nilsson Schmilsson (RCA Victor, 1971)

Bernie Taupin
- Taupin (DJM Records, 1971)

Lou Reed
- Lou Reed (RCA Records, 1972)

Shawn Phillips
- Faces - Guitare solo sur Parisian Plight II (A&M Records 1973)
- Furthermore (A&M Records 1974)
- Rumplestiltskin's Resolve - Guitare sur Spiteful (A&M Records 1976)

Bruce Johnston
- Going Public (Columbia Records, 1977)

Liza Minnelli
- Tropical Nights (Columbia Records, 1977)

Daryl Hall
- Sacred Songs (RCA Records, 1980) -  Produit par Robert Fripp, avec Peter Gabriel, Peter Hammill Phil Collins, Tony Levin, Brian Eno, Sid McGinnis, Jerry Marotta, etc.

Dusty Springfield
- White Heat (Casablanca Records, 1982)

Brenda Russell
- Two Eyes (Warner Bros. Records, 1983)

Jennifer Holliday
- Feel My Soul (Geffen, 1983)

Joan Baez
- Recently (Gold Castle, 1987)